# Atletiek op de Paralympische Zomerspelen 2024 - Kogelstoten vrouwen F54
Het Kogelstoten voor vrouwen klasse F54 op de Paralympische Zomerspelen 2024 vond plaats op 2 september in het Stade de France. Deze klasse is voor atletes met onderbreking van de zenuwen in de lagere delen van de rug, zonder beenfunctie, maar met een bijna volledige armfunctie en een redelijke tot normale rompfunctie. Dit is een gecombineerde klasse met F53, wat dan ook de reden is dat de winnares van het zilver een wereldrecord gooide. De winares van 2020 was Francisca Mardones Sepulveda uit Chili. Zij werd opgevolgd door Gloria Zarza Guadarrama uit Mexico, het zilver was voor de Braziliaanse Elizabeth Rodrigues Gomes en de Oezbeekse Nurkhon Kurbanova won de bronzen medaille.

## Records
Voorafgaand aan het toernooi waren dit de wereldrecords en Paralympische records.
| Wereldrecord        | F53 | Brazilië Elizabeth Rodrigues Gomes | 7.75 | Parijs         | 12 juli 2023      |
| Paralympisch record | F53 | Bahrein Fatema Nedham              | 4.76 | Rio de Janeiro | 12 september 2016 |
|                     |     |                                    |      |                |                   |
| Wereldrecord        | F54 | Chili Francisca Mardones           | 8.33 | Tokio          | 30 augustus 2021  |
| Paralympisch record | F54 | Chili Francisca Mardones           | 8.33 | Tokio          | 30 augustus 2021  |

## Uitslag
| Rang   | Kl. | Atleet                    | Atleet | #1   | #2   | #3   | #4   | #5   | #6   | Resultaat | Bijz. |
| ------ | --- | ------------------------- | ------ | ---- | ---- | ---- | ---- | ---- | ---- | --------- | ----- |
| Goud   | F54 | Gloria Zarza Guadarrama   | MEX    | 7.81 | 8.06 | 8.01 | x    | 7.89 | 7.97 | 8.06      |       |
| Zilver | F53 | Elizabeth Rodrigues Gomes | BRA    | 7.28 | x    | x    | 7.51 | 7.18 | 7.82 | 7.82      | WR    |
| Brons  | F54 | Nurkhon Kurbanova         | UZB    | 7.73 | x    | x    | 7.75 | 7.27 | 7.47 | 7.75      | SB    |
| 4      | F54 | Francisca Mardones        | CHI    | 7.02 | 7.35 | 7.38 | 7.07 | 6.40 | 7.59 | 7.59      | SB    |
| 5      | F54 | Elham Salehi              | IRI    | 7.25 | 7.29 | 7.40 | 7.41 | 7.38 | 7.46 | 7.46      | SB    |
| 6      | F54 | Mariia Bogacheva          | NPA    | 7.00 | 6.92 | 7.09 | 6.76 | 6.81 | 6.91 | 7.09      |       |
| 7      | F54 | Flora Ugwunwa             | NGR    | 6.47 | 6.37 | 6.59 | x    | 6.72 | 6.65 | 6.72      |       |